# Hospitalet de Llobregat
Hospitalet de Llobregat (oficialmente en catalán: l'Hospitalet de Llobregat) es un municipio y ciudad española de la provincia de Barcelona, en la comunidad autónoma de Cataluña. Perteneciente a la comarca del Barcelonés, la ciudad está situada a pocos kilómetros del centro de Barcelona, formando parte de su mismo núcleo urbano.
Se ubica entre los términos municipales de Barcelona, Esplugas de Llobregat, Cornellá de Llobregat y El Prat de Llobregat, y en la margen izquierda del río Llobregat. Con una población de 279 993 habitantes (INE 2024), es el segundo municipio de Cataluña en número de habitantes. Además, con 20 754 hab./km², es uno de los municipios de España y Europa con mayor densidad de población.

## Símbolos

### Escudo
El escudo de Hospitalet de Llobregat se define por el siguiente blasón:

Escudo embaldosado truncado: 1.º de argén, un sautor o cruz de Santa Eulalia plena de gules, 2.º de oro, cuatro palos de gules. Por timbre una corona mural de ciudad.

Fue aprobado el 2 de septiembre de 1986 y publicado en el DOGC el 3 de octubre del mismo año con el número 748.
Hospitalet se desarrolló durante el siglo XIII alrededor de un hospital de peregrinos, una hospedería para los viajeros que iban a Barcelona, en la antigua parroquia de Santa Eulalia de Provençana; de hecho, el sautor de gules sobre campo de argén es el atributo de santa Eulalia, la patrona de la localidad. La vida y la historia de Hospitalet siempre ha estado ligada a Barcelona, y el escudo presenta las armas reales de Cataluña, que son también las armas de los condes de Barcelona.

### Bandera
Hospitalet de Llobregat también dispone de una bandera oficializada.

Bandera apaisada, de proporciones dos de alto por tres de largo, blanca, con un aspa llena roja de brazos de grueso 1/9 de la altura del paño, en la primera mitad vertical, y con nueve fajas iguales, cinco amarillas y cuatro rojas, en la segunda mitad.

## Geografía

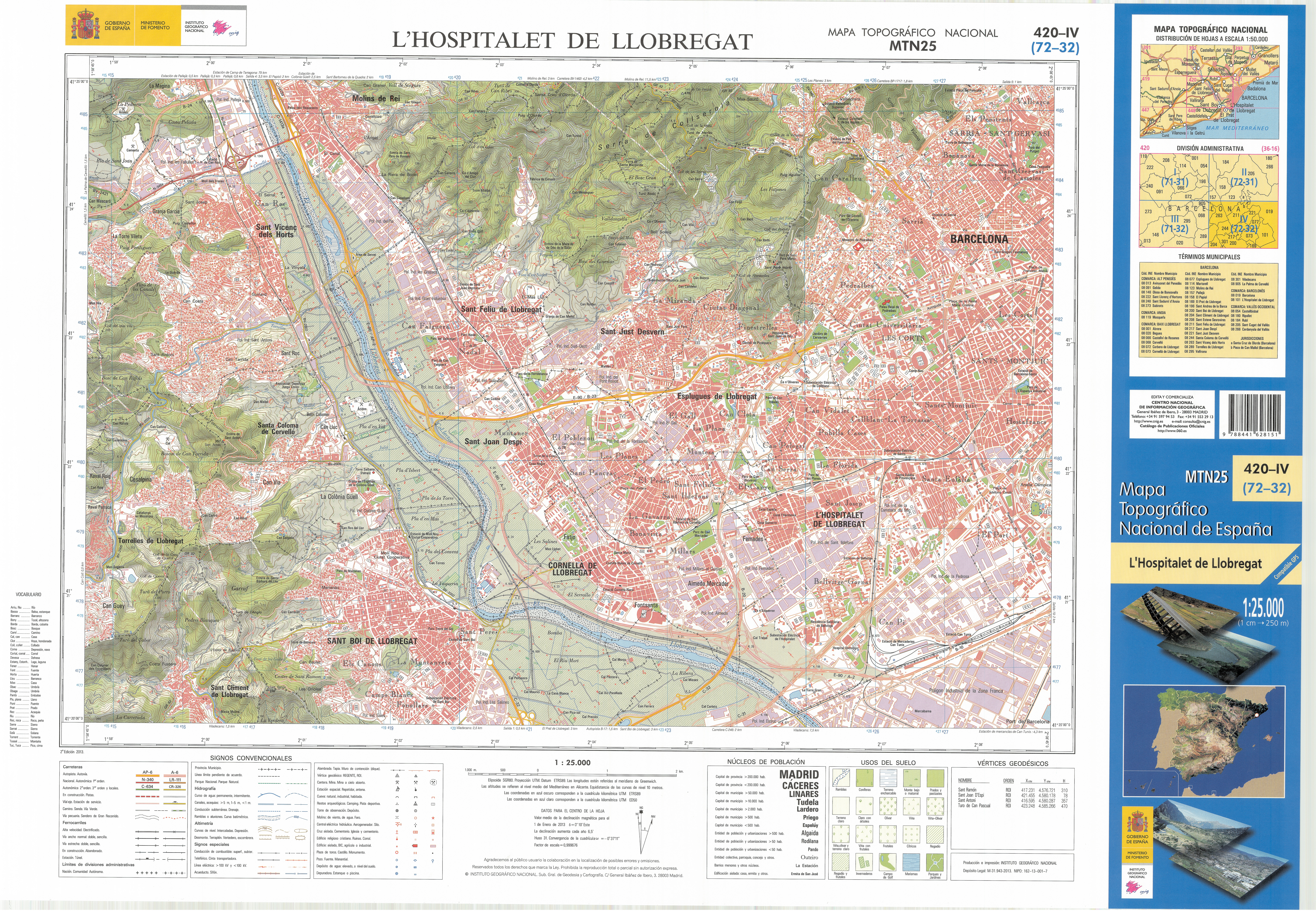
Hospitalet en la hoja 420-IV del Mapa Topográfico Nacional

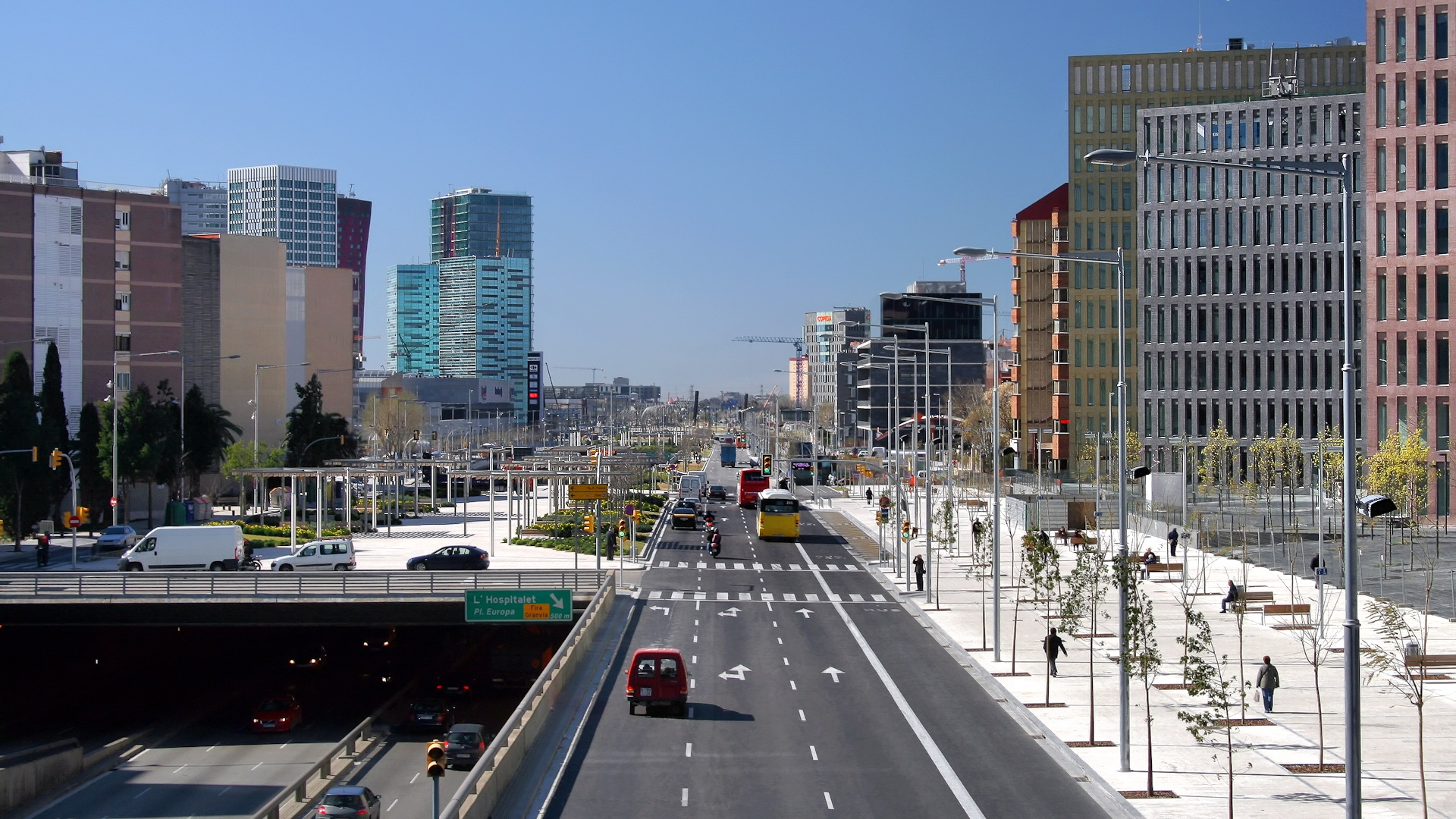
Gran Vía de las Cortes Catalanas

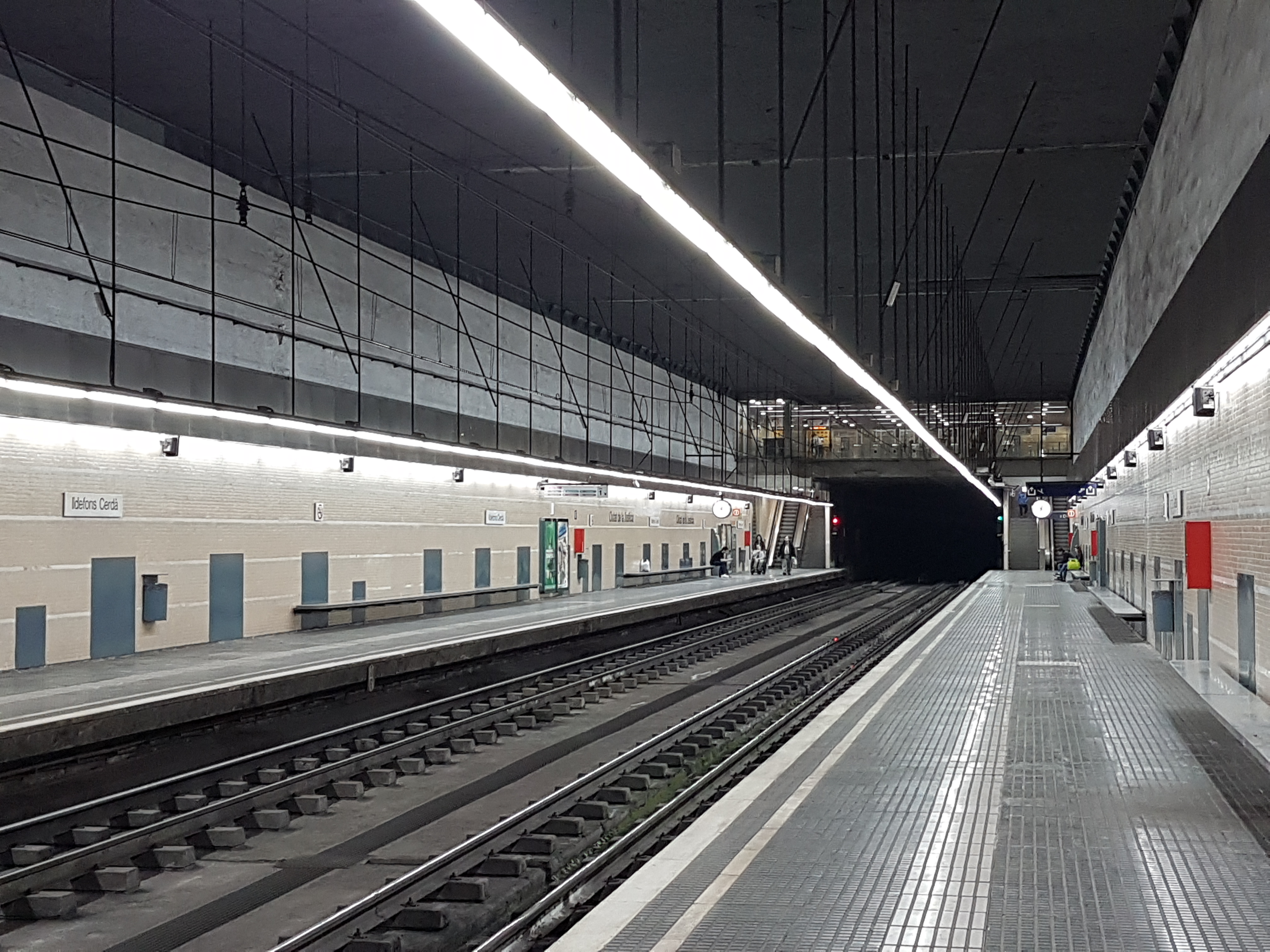
Estación de Ildefonso Cerdá, FGC

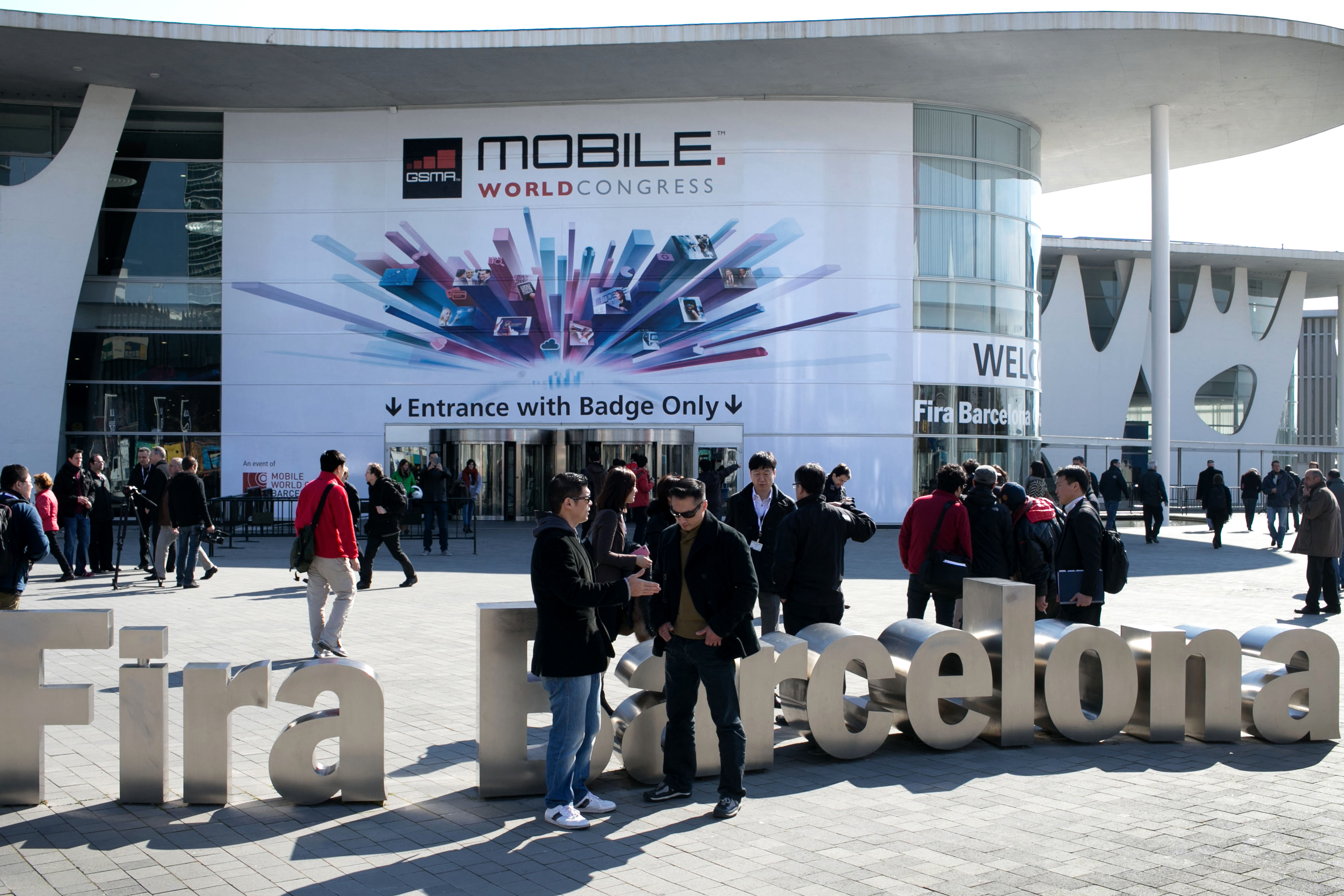
Recinto de Fira Barcelona Gran Vía, durante el Mobile World Congress

Integrado en la comarca del Barcelonés, se sitúa a 6 km del centro de Barcelona. El término municipal está atravesado por las siguientes carreteras:
- Autovía B-10 (Ronda Litoral): circunvalación costera de la ciudad de Barcelona.
- Autovía B-20 (Ronda de Dalt): circunvalación norte de la ciudad de Barcelona.
- Carretera C-31: Se trata de la prolongación de la Gran Vía de las Cortes Catalanas y de la Gran Vía de Hospitalet que continúa por la autovía de Castelldefels.
- Carretera N-340: totalmente urbanizada en el municipio, discurre por la carretera de Collblanc entre los términos municipales de Barcelona y Esplugas de Llobregat.

Originalmente Hospitalet tenía una superficie de 21,5 km², pero en 1920 perdió 900 hectáreas de la zona de La Marina que fueron anexionadas por Barcelona, perdiendo así el acceso a la costa.
| Noroeste: Esplugas de Llobregat y Barcelona | Norte: Barcelona                      | Noreste: Barcelona |
| Oeste: Esplugas de Llobregat                |                                       | Este: Barcelona    |
| Suroeste: Cornellá de Llobregat             | Sur: El Prat de Llobregat y Barcelona | Sureste: Barcelona |

### Geología
Hospitalet está dividido geológicamente en dos mitades. La mitad norte forma parte del Samontá, la parte del término municipal de que corresponde a los cerros que pertenecen a la sierra de Collserola, que están separados por antiguos torrentes y rieras. La mitad sur forma parte de La Marina, que pertenece al delta del río Llobregat. La altitud oscila entre los 17 m en el extremo noroccidental y los 5 m a orillas del río Llobregat. El centro urbano se alza a 8 m sobre el nivel del mar.

### Comunicaciones

#### Ferrocarril
Desde principios del siglo XX está comunicado el municipio con los aledaños, al principio por líneas de ferrocarril regional y de largo recorrido de RENFE y FGC y con el tiempo se extendió hasta aquí el Metro de Barcelona y el Trambaix. Cabe destacar tres importantes intercambiadores ferroviarios: Hospitalet-Av. Carrilet, Hospitalet-Rambla Just Oliveras y Bellvitge-Gornal.
- Rodalies de Catalunya: permite comunicar de forma directa el municipio con multitud de municipios de la provincia de Barcelona y algunos de la provincia de Tarragona así como con el aeropuerto de Barcelona.
  - Hospitalet de Llobregat: líneas 1, 3, 4.
  - Bellvitge: línea 2.
  - Está proyectado con el soterramiento[12] de las dos líneas de Cercanías que fracturan y dividen la ciudad (Líneas de Vilanova y Línea de Vilafranca) y la construcción de una estación central en la parada de metro de La Torrassa. Esta estación será una de las más importantes de Cataluña por número de usuarios y en ella se podrá hacer trasbordo entre las líneas de cercanías que pasan por las actuales estaciones de Bellvitge y Hospitalet, así como con las líneas 1, 9 y 10 del metro.
- Ferrocarriles de la Generalidad de Cataluña: el bloque de líneas del Bajo Llobregat y Anoya (L8, R5, R6, R50, R60, S3, S4, S8 y S9), que sirve el municipio desde 1912, tiene cinco estaciones en este municipio: Ildefons Cerdà, Europa-Fira (desde 2007), Gornal, Sant Josep y L'Hospitalet-Av. Carrilet.
- Metro de Barcelona: permite comunicación directa con Barcelona, Cornellá de Llobregat, Esplugas de Llobregat, El Prat de Llobregat, Santa Coloma de Gramanet y el aeropuerto del Prat.
  - línea 1 entre Santa Eulalia y Hospital de Bellvitge (ocho estaciones).
  - línea 5 entre Collblanc y Can Boixeres (cinco estaciones).
  - línea 9 entre Collblanc y Fira (cinco estaciones).
  - línea 10 entre Collblanc y Ciudad de la Justicia (cinco estaciones, tres de ellas compartidas con la L9).
- Trambaix: permite desde su apertura en 2004 comunicación directa con Barcelona, Cornellá de Llobregat, Esplugas de Llobregat, San Felíu de Llobregat, San Juan Despí y San Justo Desvern.
  - Líneas T1, T2 y T3: parada Can Rigal.

#### Carretera
- Autobús:
  - líneas operadas por TMB que lo unen con Barcelona y su área metropolitana.
  - líneas operadas por FGC.

## Historia

### Antigüedad y Edad Media
Los primeros restos materiales de cierta importancia encontrados en Hospitalet datan del siglo IV a. C. y corresponden a la cultura ibérica, aunque se han encontrado pruebas de presencia humana durante el Paleolítico y el Neolítico en el valle del río Llobregat.

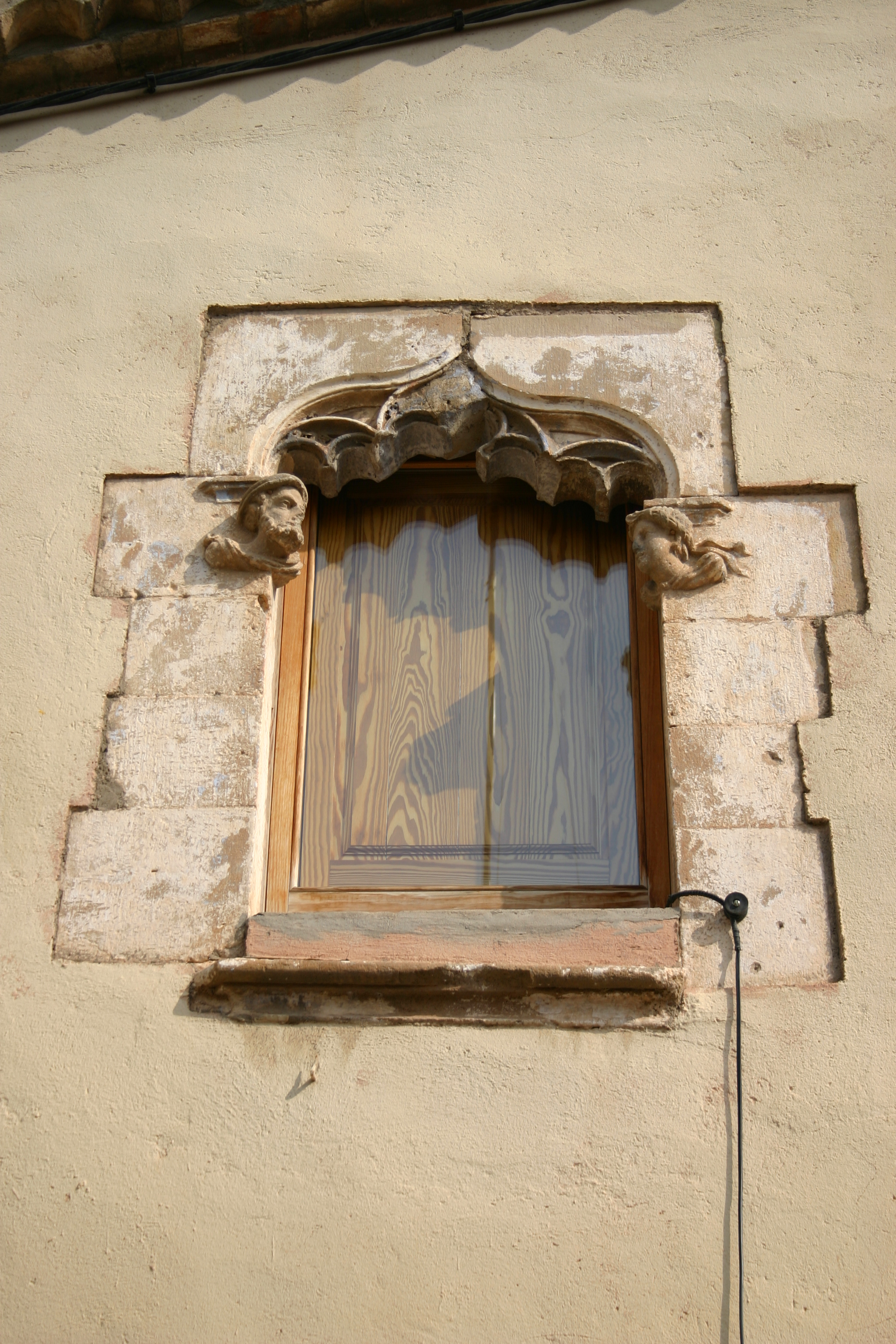
Ventana de estilo gótico en un inmueble de la calle Xipreret

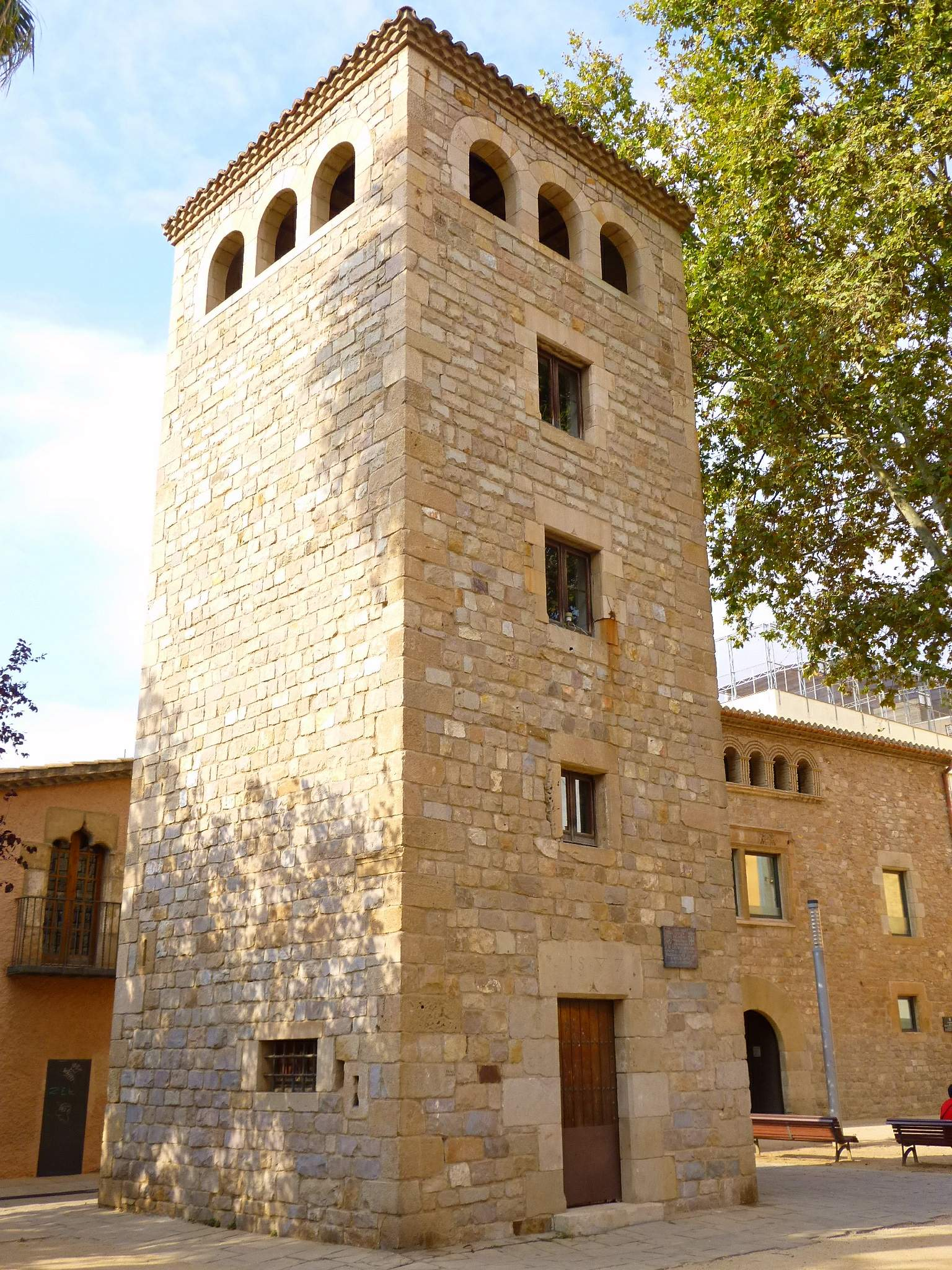
La Atalaya

En Hospitalet se han encontrado numerosos restos de la estancia de los romanos, a partir del siglo II a. C., como la Cabeza de Medusa, una pieza de uso funerario de medio metro de altura, el original de la cual se encuentra en el Museo Arqueológico de Barcelona.
Pero no es hasta el siglo X cuando el término de Provençana (nombre original de la parroquia) aparece en documentos escritos. El núcleo de la parroquia era la iglesia de Santa Eulalia de Provençana, situada en el mismo lugar que la villa romana en la que se había erigido la estela que contenía el relieve de la Medusa. El topónimo Provençana procede del nombre latino Provius o Proventius. En la época medieval, los límites del territorio dibujaban una superficie que doblaba la actual: al norte se extendían hasta la sierra de Collserola y los municipios de Esplugas de Llobregat; al este, hasta Sarrià, Sants y el puerto, y al oeste, hasta el río Llobregat.
El nombre de Hospitalet, 'pequeño hospital', proviene del hospital de pobres —un albergue en el que se practicaba la beneficencia y se acogía a los viajeros— que se construyó a finales del siglo XII junto a la torre Blanca. Esta casa estaba junto al camino real, la antigua Vía Augusta, alejada de la iglesia de Santa Eulalia de Provençana, junto al límite con Cornellá. El pueblo se consolidó a partir del siglo XIII en torno al hospital y no alrededor de la iglesia de Provençana. El traslado de la parroquia al núcleo conocido como Pobla del Hospital se aprobó en 1426.

### Edad Moderna y Contemporánea
Hospitalet era una villa tradicionalmente agrícola hasta finales del siglo XVIII, momento en el cual se instalan las primeras fábricas textiles. A principios del siglo XX, la ciudad experimenta un gran desarrollo industrial y un espectacular crecimiento demográfico.

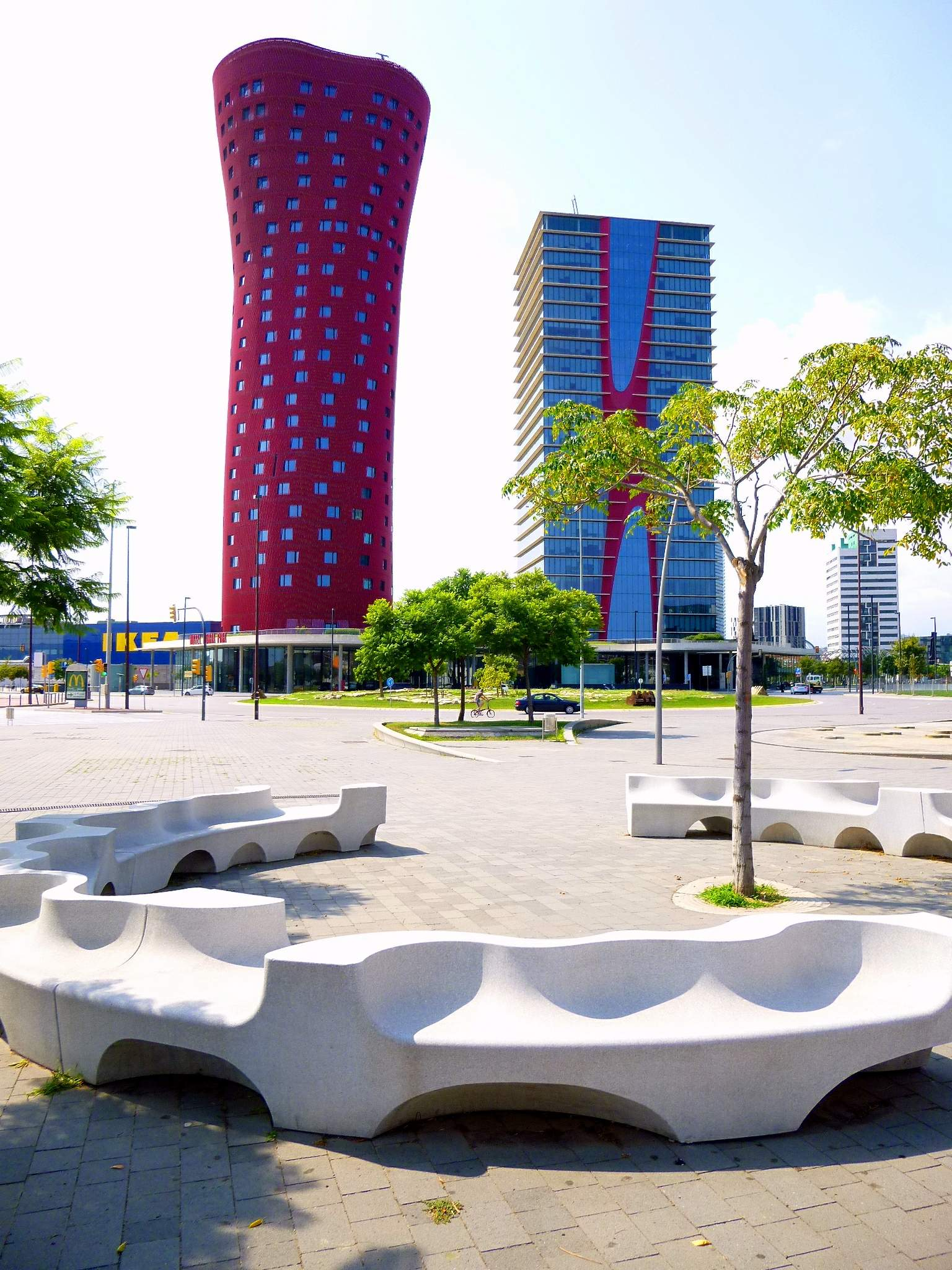
Torre Realia BCN y hotel Porta Fira, de Toyo Ito, 2009

En 1920, una ley estatal estipula que el municipio de Hospitalet debe ceder 900 hectáreas, en la zona más litoral del barrio de la Marina, al municipio de Barcelona para realizar la construcción de un puerto franco, que no acabó de materializarse. En 1933, se realiza otra cesión de territorio a Barcelona, esta vez por acuerdos municipales, en la que el municipio de Hospitalet entrega 50 hectáreas en la zona de Finestrelles al municipio de Barcelona, para realizar ampliaciones en la avenida Diagonal. En este acuerdo municipal se establece que, en contrapartida a la cesión de terreno, Barcelona debía costear o proveer a Hospitalet de servicios y obras varias, tales como el servicio de bomberos, el servicio de vacunación de la población o la reducción de los cánones de alcantarillado. El 15 de diciembre de 1925, el rey Alfonso XIII le otorga el título de ciudad.
En los años 1960 y 1970, Hospitalet incrementa en gran cantidad su población debido a la inmigración desde otras regiones de España, pero este crecimiento no fue acompañado del acondicionamiento necesario, hecho que provocó la movilización de los ciudadanos. No fue hasta los años 1980 cuando la ciudad empezó a cambiar, siendo dotada de escuelas, polideportivos, mercados, centros culturales y parques. Cumplidos estos objetivos, a finales de los años 1990 Hospitalet inicia una segunda transformación, una modernización para ser un municipio de peso dentro del área metropolitana de Barcelona; en la primera década del siglo XXI acomete proyectos urbanísticos de gran envergadura como el soterramiento de la Gran Vía a su paso por la ciudad o la creación de la plaza de Europa, icono de su distrito económico donde hay edificios proyectados por los más prestigiosos arquitectos de la actualidad.

## Demografía
Hospitalet de Llobregat cuenta con una población de 279 993 habitantes (INE 2024).
| Gráfica de evolución demográfica de Hospitalet de Llobregat entre 1842 y 2021 |
| |
| Población de derecho según los censos de población del INE Población de hecho según los censos de población del INEEn estos censos se denominaba Hospitalet: 1842, 1857, 1860, 1877, 1887, 1897, 1900, 1910, 1920, 1930, 1940, 1950, 1960, 1970 y 1981 |

## Administración y política

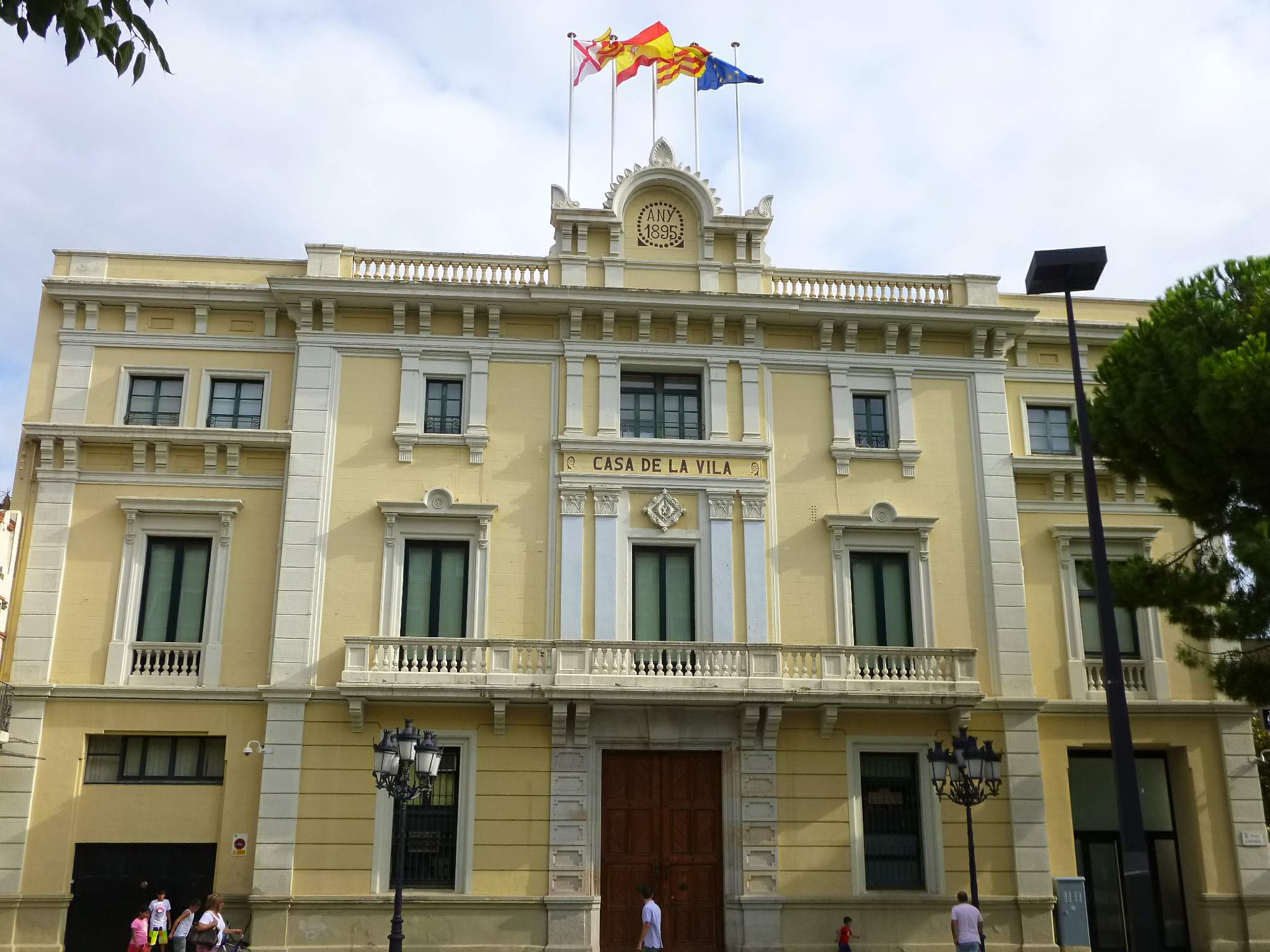
Ayuntamiento de Hospitalet

### Gobierno municipal
Hospitalet de Llobregat forma parte del denominado «cinturón rojo» de Barcelona, refiriéndose a los municipios del área metropolitana de Barcelona en los que, desde la reinstauración de la democracia en España, el partido más votado ha sido el Partido de los Socialistas de Cataluña (incluyendo al Partido Socialista Obrero Español en las elecciones generales y europeas), si bien en varias elecciones han sido otros partidos los más votados en Hospitalet, como Ciudadanos o En Comú Podem.
| Periodo   | Nombre                        | Partido | Partido                                    |
| --------- | ----------------------------- | ------- | ------------------------------------------ |
| 1979-1994 | Juan Ignacio Pujana Fernández |         | Partit dels Socialistes de Catalunya (PSC) |
| 1994-2008 | Celestino Corbacho Chaves     |         | Partit dels Socialistes de Catalunya (PSC) |
| 2008-2024 | Núria Marín Martínez          |         | Partit dels Socialistes de Catalunya (PSC) |
| 2024-act. | David Quirós Brito            |         | Partit dels Socialistes de Catalunya (PSC) |

| Partido político                                         | 2023  | 2023   | 2023       | 2019  | 2019   | 2019       | 2015  | 2015   | 2015       | 2011  | 2011   | 2011       | 2007  | 2007   | 2007       |
| Partido político                                         | %     | Votos  | Concejales | %     | Votos  | Concejales | %     | Votos  | Concejales | %     | Votos  | Concejales | %     | Votos  | Concejales |
| Partit dels Socialistes de Catalunya (PSC)               | 38,39 | 31 744 | 13         | 43,35 | 43 696 | 14         | 33,24 | 30 942 | 11         | 41,11 | 32 954 | 13         | 54,18 | 43 576 | 17         |
| Esquerra Republicana de Catalunya (ERC)                  | 12,77 | 10 561 | 4          | 16,21 | 16 342 | 5          | 8,97  | 8348   | 2          | 2,83  | 2266   | 0          | 4,90  | 3939   | 0          |
| Partit Popular de Catalunya (PP)                         | 12,02 | 9 939  | 4          | 5,16  | 5199   | 1          | 9,92  | 9238   | 3          | 19,66 | 15 755 | 6          | 15,29 | 12 294 | 5          |
| Vox                                                      | 10,27 | 8 496  | 3          | 3,12  | 3148   | 0          | —     | —      | —          | —     | —      | —          | —     | —      | —          |
| En Comú Podem (ECP)-Iniciativa per Catalunya Verds (ICV) | 9,82  | 8 125  | 3          | 11,19 | 11 280 | 3          | 10,22 | 9516   | 3          | 9,42  | 7554   | 2          | 9,16  | 7368   | 2          |
| Junts per Catalunya (JxC)-Convergència i Unió (CiU)      | 3,72  | 3 084  | 0          | 3,46  | 3486   | 0          | 5,99  | 5579   | 1          | 13,01 | 10 431 | 4          | 10,55 | 8484   | 3          |
| Ciutadans (CS)                                           | 2,40  | 1 988  | 0          | 11,80 | 11 899 | 4          | 13,24 | 12 324 | 4          | 2,25  | 1807   | 0          | 3,86  | 3105   | 0          |
| Candidatura d'Unitat Popular (CUP)                       | 2,27  | 1 880  | 0          | 2,06  | 2077   | 0          | 5,11  | 4755   | 1          | 0,67  | 540    | 0          | —     | —      | —          |
| Ganemos                                                  | —     | —      | —          | —     | —      | —          | 7,46  | 6949   | 2          | —     | —      | —          | —     | —      | —          |
| Plataforma per Catalunya (PxC)                           | —     | —      | —          | —     | —      | —          | 3,92  | 3653   | 0          | 7,74  | 6207   | 2          | —     | —      | —          |

### Organización territorial
| - Distrito I - El Centre - Sanfeliu - Sant Josep | - Distrito II - Collblanc - La Torrassa | - Distrito III - Santa Eulalia - Granvia Sud | - Distrito IV - La Florida - Les Planes | - Distrito V - Pubilla Casas - Can Serra | - Distrito VI - Bellvitge - El Gornal |

## Economía

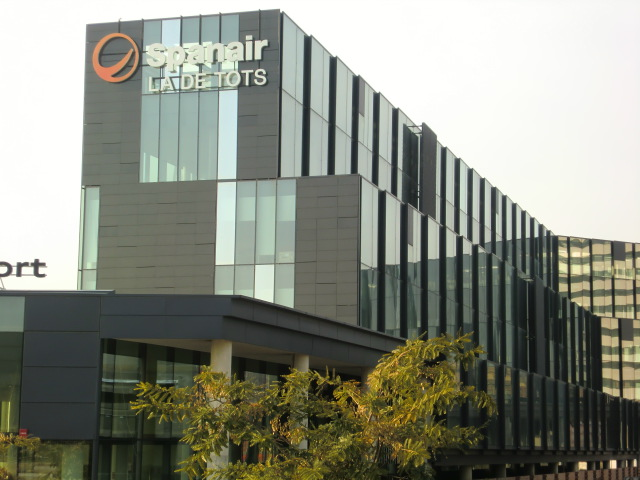
Sede de Spanair en Hospitalet

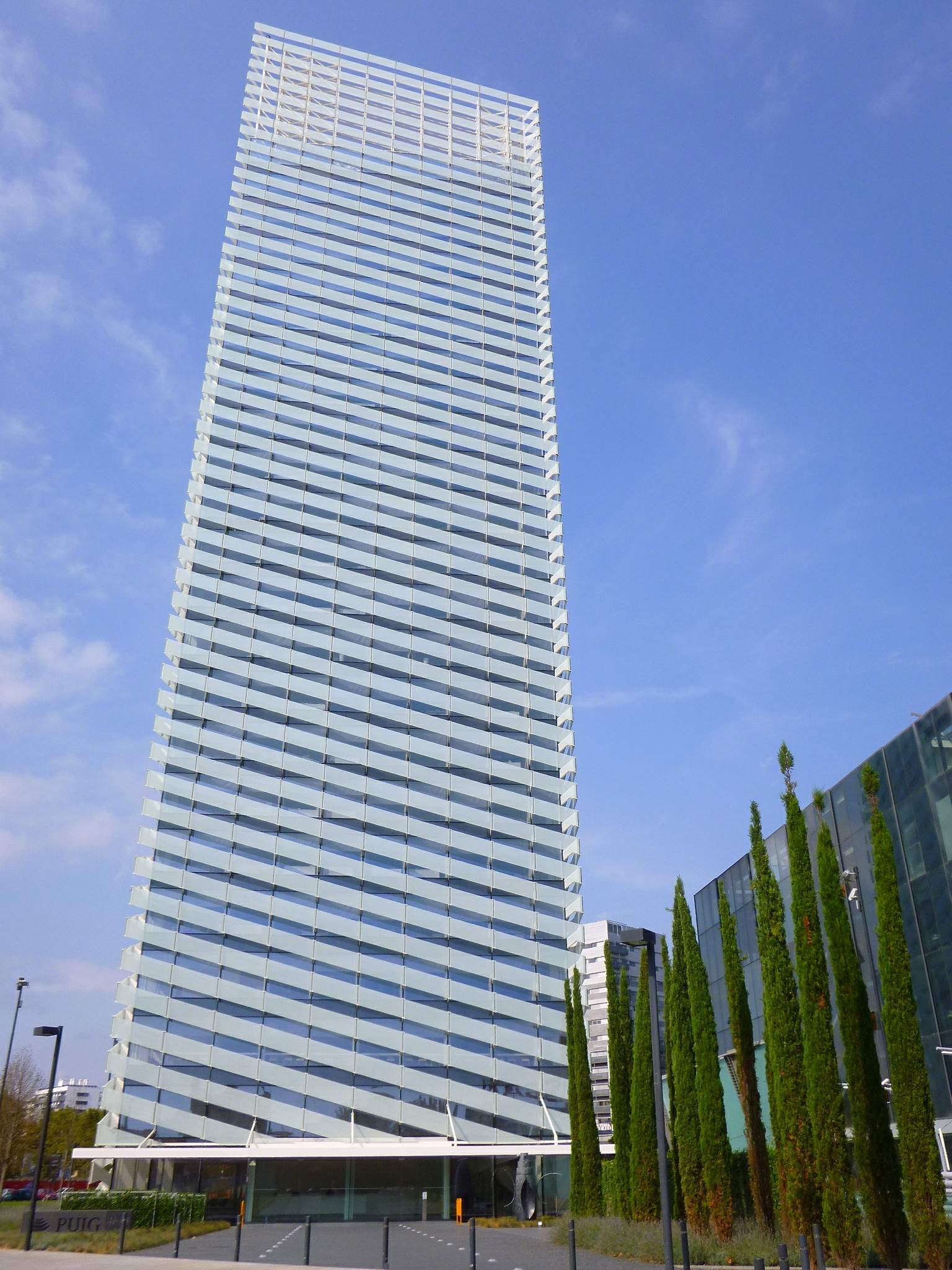
Torre Puig

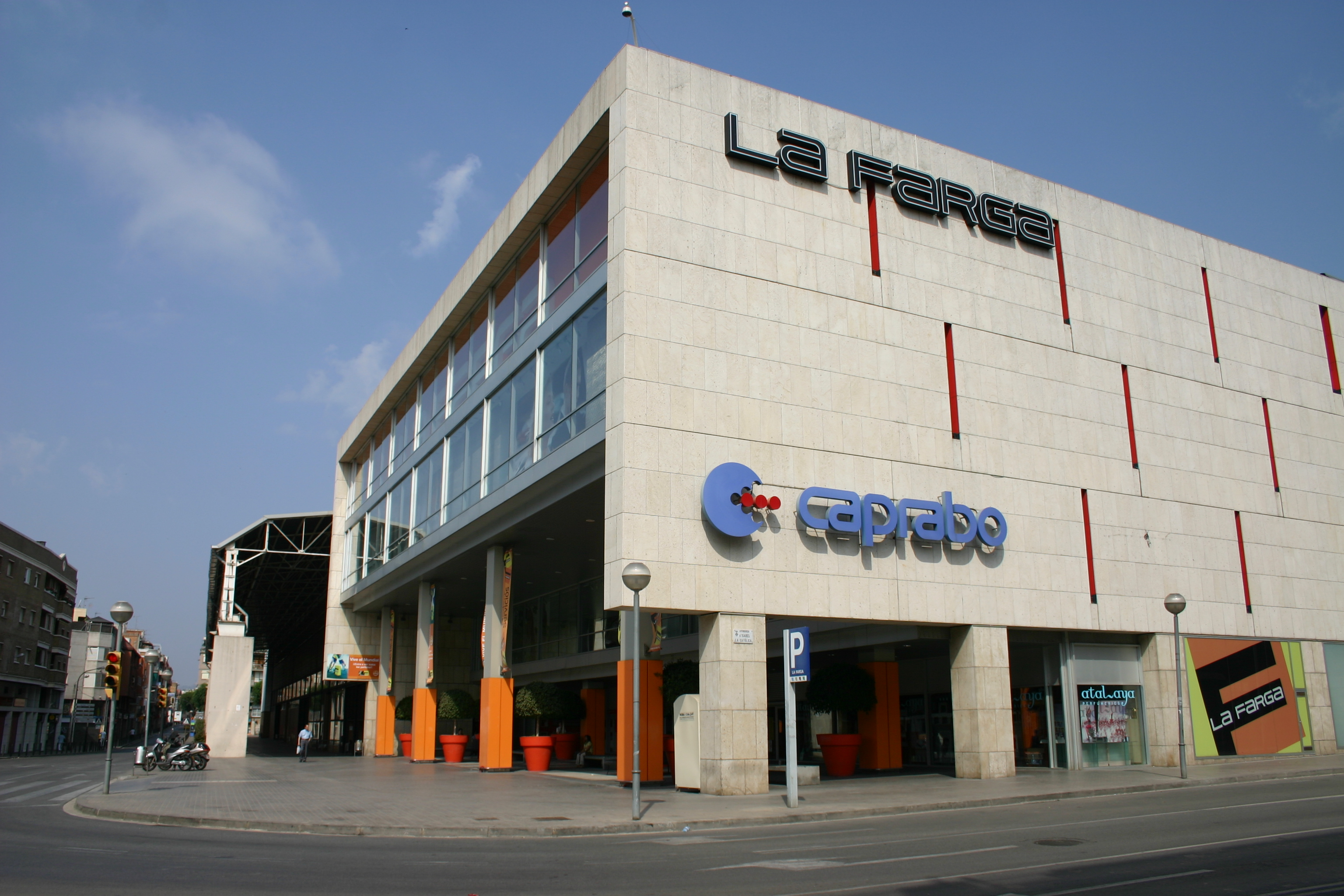
Centro comercial La Farga

La economía de Hospitalet de Llobregat se ha sustentado históricamente en la agricultura, la cerámica y la industria textil, dando paso en la actualidad a una economía enfocada al sector servicios, siendo uno de los máximos exponentes de esta transformación económica la ampliación de Fira Barcelona en el recinto de Gran Vía de Hospitalet, dentro del distrito económico Granvia Sud.

### Agricultura
A finales del siglo XIX, los cultivos de regadío ocupaban 773 ha de terreno y más de 800 ha dedicadas a cultivo de cereales y vid, cifras que fueron aumentando hasta su máximo apogeo en la década de 1950. La mayoría del excedente de producción era transportado a la cercana ciudad de Barcelona para su comercio.
A finales de la década de 1950 empezó a reducirse sensiblemente el terreno dedicado a cultivo, tanto en la zona de la Marina con la construcción del barrio de Bellvitge como en la zona del Samontà con el crecimiento de los barrios de Collblanc, Torrassa y Pubilla Casas principalmente como consecuencia del éxodo rural vivido en España durante esa época, siendo Barcelona y sus alrededores, donde se ubica Hospitalet, uno de los principales focos de recepción de la población migrada.
Las construcciones de barrios como Bellvitge, Can Serra o Torrente Gornal, así como las zonas industriales ubicadas en la ciudad, han hecho casi desaparecer la totalidad de la actividad agrícola de la ciudad.

### Industria
La construcción del Canal de la Infanta en 1820 trajo consigo algunas de las primeras industrias de Hospitalet con la instalación de varios molinos papeleros y de harina, así como aserraderos de mármol. También fue importante durante el siglo XIX la instalación de varios tejares alrededor de la ciudad, destacando en la producción de baldosín catalán.
La industria textil apareció en la ciudad en la década de 1850 en el barrio de Santa Eulalia, si bien la mayoría de fábricas se instalaron en Hospitalet en el primer cuarto del siglo XX, llegando al máximo de 31 industrias en 1957. Destacaron, entre otras, Can Trinxet o Tecla Sala.
Fruto de los cambios en la estructura económica enfocada al sector servicios, así como las crisis del petróleo de 1973 y 1979, desaparecieron de la ciudad la práctica totalidad de industrias textiles y los altos hornos de La Farga, viéndose afectada también la construcción.
En la actualidad, Hospitalet cuenta con un tejido industrial notablemente importante, ubicado principalmente en los polígonos de Granvia Sud y La Pedrosa.

### Servicios
Hospitalet pasó de ser una gran ciudad dormitorio a ser en la actualidad una ciudad con marcado carácter comercial. Ejemplo de ello son la construcción de locales y centros comerciales como La Farga (1995) o Granvia 2 (2002) o IKEA.
La actividad ferial se vio dinamizada con la construcción del recinto ferial de La Farga en 1995, si bien ha alcanzado la notoriedad internacional con la construcción del recinto de Fira Barcelona en el distrito de Granvia Sud, donde se celebran eventos internacionalmente reconocidos, destacando entre ellos el Mobile World Congress.
Hospitalet también es sede de importantes sociedades, entre las que destacan:
- COPISA, empresa constructora con sede en la plaza de Europa.
- Puig, con sede corporativa en la propia torre Puig.
- KPMG, oficinas ubicadas en la torre Realia BCN.
- Gallina Blanca, mantiene su oficina central en la plaza de Europa.
- Spanair tuvo su sede en Hospitalet de Llobregat.[22]

## Deporte

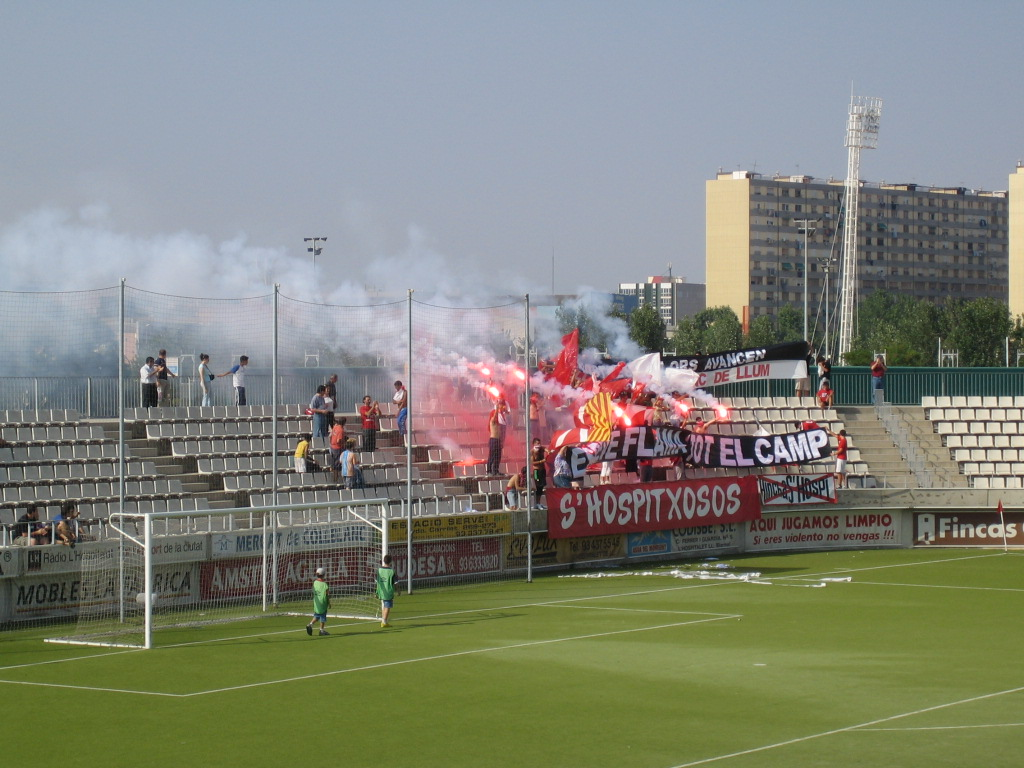
Estadio de la Feixa Llarga

- El club de fútbol más importante de la ciudad es el Centre d'Esports L'Hospitalet, que milita en Tercera Federación.
- En baloncesto, el club más destacado es el CB L'Hospitalet que actualmente compite en la Liga LEB Plata.
- En rugby, destaca el Rugby Club L'Hospitalet fundado en 1973 en el barrio de Bellvitge. Actualmente el equipo sénior masculino milita en División de Honor B y el femenino en División de Honor compitiendo con el nombre de INEF / L'Hospitalet.
- El equipo de fútbol americano, L'Hospitalet Pioners, es de los más importantes de España, y es el actual campeón de la Liga Nacional de Fútbol Americano.
- El equipo de fútbol sala LH.Bellsport en el 2011 ascendió a la Liga Nacional de fútbol sala División de Plata
- También es muy importante el L'Hospitalet Atletismo, o anteriormente conocido como la Integra 2, el equipo de atletismo de ámbito de europeo.
- El Club Esportiu Alheña, es una entidad polideportiva de la ciudad con disciplinas como el aeróbic, tenis de mesa y la disciplina mayoritaria que es el fútbol sala. La entidad está situada en el barrio de San José de Hospitalet de Llobregat, aunque la sede del tenis de mesa está en el barrio de Bellvitge, barrio originario de la entidad desde el 1986. El equipo de referencia milita en la tercera división nacional de fútbol sala, que ascendió a ella en el 2013.

Hospitalet de Llobregat dispone de estos espacios deportivos públicos :
- 31 áreas de mantenimiento para gente mayor
- 20 pistas de petanca
- 12 mesas de tenis de mesa
- 8 canastas
- 7 pistas de baloncesto
- 2 canchas de fútbol
- 3 pistas de patinaje infantil
- 1 skatepark

## Ciudades hermanadas
- Bezons (Francia)
- La Habana (Cuba)
- Managua (Nicaragua)
- Tuzla (Bosnia y Herzegovina)
- Caracas (Venezuela)
- Santa Cruz de la Sierra (Bolivia)